# Ononis sessilifolia
Ononis sessilifolia är en ärtväxtart som beskrevs av Joseph Friedrich Nicolaus Bornmüller. Ononis sessilifolia ingår i släktet puktörnen, och familjen ärtväxter. Inga underarter finns listade i Catalogue of Life.